# 2004-es magyar atlétikai bajnokság
A 2004-es magyar atlétikai bajnokság a 109. bajnokság volt. Ebben az évben megrendezésre kerültek a fedett pályás 4 × 400 méteres férfi és női váltófutások. Ettől az évtől kezdve elmaradtak a szabadtéri ügyességi csapatbajnokságok.

## Helyszínek
- téli dobóbajnokság: február 28., Budapest
- 50 km-es gyaloglás: március 27., Gyűgy
- mezeifutás: április 17., Nadap
- 20 km-es gyaloglás: április 18., Miskolc
- 10 000 m: május 9., Nyíregyháza
- női 10 km-es gyaloglás: június 12., Budapest
- pályabajnokság: július 9–11., Debrecen
- félmaraton: szeptember 5., Városliget
- többpróba: szeptember 11–12., Szilágyi út
- maraton: október 3., Budapest

## Eredmények

### Férfiak
| Versenyszám            | Arany                                                              | Arany    | Ezüst                                                               | Ezüst                            | Bronz                                                                 | Bronz                            |
| ---------------------- | ------------------------------------------------------------------ | -------- | ------------------------------------------------------------------- | -------------------------------- | --------------------------------------------------------------------- | -------------------------------- |
| 100 m                  | Pauer Géza Bp. Honvéd                                              | 10,35    | Németh Roland Soproni AC                                            | 10,40                            | Farkas Attila Bp. Spartacus                                           | 10,48                            |
| 200 m                  | Pauer Géza Bp. Honvéd                                              | 20,89    | Dobos Gábor Bp. Honvéd                                              | 21,05                            | Szeglet Zsolt Szolnoki MÁV                                            | 21,44                            |
| 400 m                  | Szeglet Zsolt Szolnoki MÁV                                         | 46,68    | Dezső Ákos Bp. Honvéd                                               | 47,49                            | Csesznegi Dávid Pécsi VSK                                             | 47,55                            |
| 800 m                  | Kerékjártó István KSI                                              | 1:51,37  | Kazi Tamás TFSE                                                     | 1:52,09                          | Tábor Miklós Békéscsabai AC                                           | 1:52,68                          |
| 1500 m                 | Csillag Balázs AC Szekszárd                                        | 3:53,88  | Kerékjártó István KSI                                               | 3:53,98                          | Némedi Zoltán MAC-Népstadion                                          | 3:56,55                          |
| 5000 m                 | Csillag Balázs AC Szekszárd                                        | 14:35,88 | Juhász András Hunyadi DSE                                           | 14:36,63                         | Tímár Levente Alba Regia AK                                           | 14:39,82                         |
| 10 000 m               | Bene Barnabás Pécsi VSK                                            | 29:52,81 | Tóth László Pécsi VSK                                               | 29:54,91                         | Juhász András Hunyadi DSE                                             | 29:55,35                         |
| 4 × 100 m              | Németh Gergely Gyulai Miklós Németh Roland Lőrincz Imre Soproni AC | 40,77    | Kujbus György Resán Gergely Hochwart Imre Vas Dávid Nyíregyházi VSC | 41,89                            | Tóth Gergely Szabó János Fedor Gábor Pokol Csaba Debreceni SC         | 42,40                            |
| 4 × 400 m              | Gaál György Kasper István Kazi Tamás Skoumal Péter TFSE            | 3:16,49  | Kiss Dávid Kristóf Ferenc Kevi Attila Dezső Ákos Bp. Honvéd         | 3:17,95                          | Tóth Gergely Gutema Emanuel Zsivoczky Attila Szabó János Debreceni SC | 3:18,03                          |
| 110 m gát              | Csillag Levente Szolnoki MÁV                                       | 13,67    | Kiss Dániel Ikarus BSE                                              | 13,71                            | Kovács Balázs VEDAC                                                   | 13,84                            |
| 400 m gát              | Dezső Ákos Bp. Honvéd                                              | 51,16    | Agócs Zsolt KSI                                                     | 53,40                            | Szabó János Debreceni SC                                              | 53,58                            |
| 3000 m akadály         | Tímár Levente Alba Regia AK                                        | 8:55,99  | Weisz Péter Tatabányai SC                                           | 9:04,72                          | Búcsú Dénes VEDAC                                                     | 9:19,69                          |
| 20 km gyaloglás        | Dudás Gyula Szegedi VSE                                            | 1:25:18  | Urbanik Sándor Békéscsabai AC                                       | 1:27:14                          | Czukor Zoltán Komlói Bányász                                          | 1:27:55                          |
| 50 km gyaloglás        | Czukor Zoltán Komlói Bányász                                       | 3:57:08  | Domján Péter Haladás VSE                                            | 4:27:25                          | Novák László Bp. Honvéd                                               | 4:45:50                          |
| magasugrás             | Boros László Kecskeméti ARC                                        | 220 cm   | Fehér Román Dunaújvárosi AC                                         | 210 cm                           | Vaskó Zoltán Alba Regia AK                                            | 210 cm                           |
| rúdugrás               | Váczi János Zalaegerszegi AC                                       | 520 cm   | Skoumal Péter TFSE                                                  | 520 cm                           | Kovács Péter Tamás Bp. Honvéd                                         | 500 cm                           |
| távolugrás             | Margl Tamás Tatabányai SC                                          | 792 cm   | Babicz Pál Tatabányai SC                                            | 759 cm                           | Lőrinc Imre Soproni AC                                                | 756 cm                           |
| hármasugrás            | Tölgyesi Péter Dunakeszi VSE                                       | 16,36 m  | Voncsina Henrik TFSE                                                | 15,35 m                          | Ungvári Péter KSI                                                     | 15,04 m                          |
| súlylökés              | Biber Zsolt Újpesti TE                                             | 20,55 m  | Máté Gábor Csabai ASE                                               | 18,64 m                          | Sallai András Nyíregyházi VSC                                         | 17,30 m                          |
| diszkoszvetés          | Kővágó Zoltán Bp. Honvéd                                           | 66,11 m  | Fazekas Róbert Haladás VSE                                          | 64,76 m                          | Máté Gábor Csabai ASE                                                 | 63,26 m                          |
| kalapácsvetés          | Annus Adrián Haladás VSE                                           | 83,65 m  | Pars Krisztián Dobó SE                                              | 79,04 m                          | Botfa Péter Haladás VSE                                               | 72,54 m                          |
| gerelyhajítás          | Horváth Gergely Zalaegerszegi AC                                   | 79,47 m  | Török Krisztián Kecskeméti ARC                                      | 68,51 m                          | Olteán Csongor Albertirsai SE                                         | 63,59 m                          |
| tízpróba               | Kürtösi Zsolt Pécsi VSK                                            | 7555     | Polonyi Tamás Szolnoki MÁV                                          | 7501                             | Szabó Attila Újpesti TE                                               | 6922                             |
| kis mezei futás 6 km   | Tóth Tamás Micro SC                                                | 18:25    | Juhász András Hunyadi DSE                                           | 18:30                            | Kőműves Norbert Pécsi VSK                                             | 18:31                            |
| mezei futás 12 km      | Zatykó Miklós Vasas                                                | 38:16    | Berecz Lajos Mezőtúri AFC                                           | 38:27                            | Sági Ferenc Micro SC                                                  | 38:32                            |
| félmaraton             | Tóth Tamás Micro SC                                                | 1:07:01  | Ott Balázs Bp. Honvéd                                               | 1:07:09                          | Nagy László Kiskunfélegyházi Honvéd                                   | 1:07:15                          |
| maraton                | Ádók Roland VEDAC                                                  | 2:26:34  | Hirt Márton Postás-Matáv SE                                         | 2:26:44                          | Zabari János Kiskunfélegyházi Honvéd                                  | 2:28:19                          |
| csapat 20 km gyaloglás | Urbanik Sándor Márta Tibor Csont Attila Békéscsabai AC             | 4:37:54  | Dudás Gyula Kapéri Levente Domoszlai András DIAC                    | 4:51:30                          | Csont András Boros György Süle Zoltán Békéscsabai AC                  | 5:12:08                          |
| csapat 50 km gyaloglás | Novák László Balázs Sándor Csaba István Bp. Honvéd                 | 15:38:38 | több értékelhető csapat nem volt                                    | több értékelhető csapat nem volt | több értékelhető csapat nem volt                                      | több értékelhető csapat nem volt |
| csapat kis mezei futás | Sági Ferenc Tóth Tamás Szecsődi Péter Micro SC                     | 13       | Kőműves Norbert Freier Dávid Torjai László Pécsi VSK                | 20                               | Józsa Gábor Némedi Zoltán Kis Tibor MAC-Népstadion                    | 30                               |
| csapat mezei futás     | Zatykó Miklós Szabó Imre Szederkényei Máté Vasas                   | 23       | Berecz Lajos Kedves Roland Tóth Tivadar Mezőtúri AFC                | 27                               | Kovács Tamás Eső András Ádók Roland VEDAC                             | 27                               |
| csapat félmaraton      | Zatykó Miklós Rezessy Gergely Szabó Imre Vasas                     | 3:24:49  | Berecz Lajos Tóth Tivadar Kedves Roland Mezőtúri AFC                | 3:28:10                          | Nagy László Zabari János Lajtos Márton Kiskunfélegyházi Honvéd        | 3:33:46                          |
| csapat maraton         | Zsódér Zsolt Horváth Béla Juhász András Hunyadi DSE                | 7:43:40  | Szabó Imre Szederkényi Máté Kustos Szabolcs Vasas SC                | 7:45:30                          | Makár Tamás Kraszkó Attila Vozár Attila Békéscsabai AC                |                                  |

### Nők
| Versenyszám            | Arany                                                                           | Arany    | Ezüst                                                                    | Ezüst                            | Bronz                                                                       | Bronz                            |
| ---------------------- | ------------------------------------------------------------------------------- | -------- | ------------------------------------------------------------------------ | -------------------------------- | --------------------------------------------------------------------------- | -------------------------------- |
| 100 m                  | Szabó Enikő Szolnoki MÁV                                                        | 11,67    | Listár Nikolett Alba Regia AK                                            | 12,00                            | Szakács Enikő Bp. Honvéd                                                    | 12,23                            |
| 200 m                  | Szabó Enikő Szolnoki MÁV                                                        | 23,60    | Listár Nikolett Alba Regia AK                                            | 24,07                            | Petráhn Barbara Zalaegerszegi AC                                            | 24,10                            |
| 400 m                  | Petráhn Barbara Zalaegerszegi AC                                                | 52,78    | Kun Alice Békéscsabai AC                                                 | 53,95                            | Varga Bianka Bp. Honvéd                                                     | 54,66                            |
| 800 m                  | Varga Judit Haladás VSE                                                         | 2:02,61  | Cziráki Kitty VEDAC                                                      | 2:07,61                          | Járay Melinda Delfin SE                                                     | 2:10,06                          |
| 1500 m                 | Tóth Lívia VEDAC                                                                | 4:21,52  | Papp Krisztina Újpesti TE                                                | 4:26,71                          | Erdélyi Eszter Újpesti TE                                                   | 4:33,24                          |
| 5000 m                 | Papp Krisztina Újpesti TE                                                       | 16:00,69 | Kovács Ida VEDAC                                                         | 17:10,96                         | Molnár Barbara TFSE                                                         | 17:18,25                         |
| 10 000 m               | Kálovics Anikó Haladás VSE                                                      | 31:56,36 | Papp Krisztina Újpesti TE                                                | 33:08,66                         | Teveli Petra Újpesti TE                                                     | 34:59,60                         |
| 4 × 100 m              | Grósz Adrienn Szakács Enikő Varga Bianka Rózsa Zsófia Bp. Honvéd                | 46,64    | Rácz Eszter Miklós Éva Listár Nikolett Nyusa Viktória Alba Regia AK      | 46,65                            | Szabados Eszter Hári Kata Simonffy Mariann Petráhn Barbara Zalaegerszegi AC | 47,94                            |
| 4 × 400 m              | Simonffy Mariann Kámán Eszter Gergály Fruzsina Petráhn Barbara Zalaegerszegi AC | 3:48,93  | Rácz Ágnes Kun Alice Szabóné Csendes Ildikó Bobcsek Emese Békéscsabai AC | 3:49,75                          | Bozzay Boglárka Cziráki Kitty Nagy Mónika Tóth Lívia VEDAC                  | 3:52,92                          |
| 100 m gát              | Vári Edit BEAC                                                                  | 13,33    | Skoumal Réka Kaposvári Marathon AC                                       | 14,29                            | Durkó Eliána Gödöllői EAC                                                   | 14,42                            |
| 400 m gát              | Skoumal Réka Kaposvári Marathon AC                                              | 59,87    | Vékony Judit Ikarus BSE                                                  | 60,89                            | Pölöskei Zsófia KSI                                                         | 61,74                            |
| 3000 m akadályfutás    | Tóth Lívia VEDAC                                                                | 9:55,76  | Erdélyi Eszter Újpesti TE                                                | 10:32,17                         | Pásti Edina Debreceni SI                                                    | 11:07,89                         |
| 10 km gyaloglás        | Füsti Edina Tatabányai SC                                                       | 49:18    | Erdős Ivett Bp. Honvéd                                                   | 50:22                            | Gerendási Eszter BEAC                                                       | 50:38                            |
| 20 km gyaloglás        | Ilyés Ildikó Alba Regia AK                                                      | 1:44:01  | Gruber Orsolya Bp. Honvéd                                                | 1:49:11                          | Bárány Nikolett Hunyadi DSE                                                 | 1:53:39                          |
| magasugrás             | Bódi Bernadett Ferencvárosi TC                                                  | 183 cm   | Babos Rita Győri Dózsa                                                   | 175 cm                           | Erős Enikő MAC-Népstadion                                                   | 175 cm                           |
| rúdugrás               | Molnár Krisztina Újpesti TE                                                     | 410 cm   | Szabó Zsuzsanna BEAC                                                     | 400 cm                           | Erős Enikő MAC-Népstadion                                                   | 390 cm                           |
| távolugrás             | Vaszi Tünde Bp. Honvéd                                                          | 661 cm   | Stajerné Deák Katalin Ferencvárosi TC                                    | 634 cm                           | Ajkler Zita Nyíregyházi VSC                                                 | 626 cm                           |
| hármasugrás            | Ajkler Zita Nyíregyházi VSC                                                     | 13,46 m  | Miklós Éva Alba Regia AK                                                 | 13,22 m                          | Babos Rita Győri Dózsa                                                      | 12,60 m                          |
| súlylökés              | Kürti Éva Nyíregyházi VSC                                                       | 16,06 m  | Divós Katalin Dobó SE                                                    | 14,95 m                          | Balazsicz Eszter Zalaegerszegi AC                                           | 14,22 m                          |
| diszkoszvetés          | Kürti Éva Nyíregyházi VSC                                                       | 56,47 m  | Divós Katalin Dobó SE                                                    | 53,60 m                          | Varga Ildikó Gödöllői EAC                                                   | 53,48 m                          |
| kalapácsvetés          | Dívós Katalin Dobó SE                                                           | 69,06 m  | Tudja Julianna VEDAC                                                     | 65,78 m                          | Marx Lívia Dobó SE                                                          | 63,90 m                          |
| gerelyhajítás          | Szabó Nikolett Ferencvárosi TC                                                  | 59,60 m  | Frajka Xénia Újpesti TE                                                  | 53,11 m                          | Koczka Anikó BEAC                                                           | 44,90 m                          |
| hétpróba               | Óvári Zita Bp. Honvéd                                                           | 5295     | Adamik Anna Kecskeméti ARC                                               | 4542                             | Csúz Réka Gyulai SE                                                         | 4409                             |
| félmaraton             | Kálovics Anikó Haladás VSE                                                      | 1:11:18  | Staicu Simona BVSC                                                       | 1:14:06                          | Kovács Ida VEDAC                                                            | 1:16:12                          |
| maratoni futás         | Staciu Simona BVSC                                                              | 2:28:17  | Póth Mariann Micro SC                                                    | 2:50:34                          | Teveli Petra Újpesti TE                                                     | 2:51:5                           |
| mezei futás            | Kálovics Anikó Haladás VSE                                                      | 20:19    | Papp Krisztina Újpesti TE                                                | 21:59                            | Erdélyi Eszter Újpesti TE                                                   | 22:26                            |
| csapat félmaraton      | Kovács Ida Brassay Réka Wágenhoffer Judit VEDAC                                 | 3:59:19  | Póth Mariann Szabó Andrea Kovács Krisztina Micro SC                      | 4:08:51                          | Molnár Barbara Takács Andrea Bene Judit TFSE                                | 4:12:46                          |
| csapat maratoni futás  | Póth Mariann Kovács Krisztina Reiger Anita Micro SC                             | 9:16:53  | Benkó Gabriella Czibók Ágnes Demetrovics Judit Bp. Honvéd                | 9:27:25                          | Több értékelhető csapat nem volt                                            | Több értékelhető csapat nem volt |
| csapat 10 km gyaloglás | Erdős Ivett Kernács Krisztina Nemere Dóra Bp. Honvéd                            | 2:40:13  | Gerendási Eszter Kardos Cecilia Bakcsi Gyöngyi BEAC                      | 2:50:58                          | Füsti Edina Horváth Enikő Ballai Erika Tatabányai SC                        | 2:52:22                          |
| csapat 20 km gyaloglás | Kis-Kovács Györgyi Mészáros Piroska Balog Julianna Békési DAC                   | 7:13:39  | Több értékelhető csapat nem volt                                         | Több értékelhető csapat nem volt | Több értékelhető csapat nem volt                                            | Több értékelhető csapat nem volt |
| csapat mezei futás     | Papp Krisztina Erdélyi Eszter Teveli Zsanett Újpesti TE                         | 19       | Molnár Barbara Takács Andrea Bene Judit TFSE                             | 23                               | Garami Katalin Póth Mariann Rieger Anita Micro SC                           | 28                               |

## Téli dobóbajnokság
Férfiak
| Versenyszám   | Arany                        | Arany   | Ezüst                         | Ezüst   | Bronz                      | Bronz   |
| ------------- | ---------------------------- | ------- | ----------------------------- | ------- | -------------------------- | ------- |
| diszkoszvetés | Tóth Lajos DSC               | 53,27 m | Kürthy Lajos Mohácsi TE       | 52,28 m | Pars Krisztián Dobó SE     | 49,15 m |
| kalapácsvetés | Botfa Péter Haladás VSE      | 80,37 m | Pars Krisztián Dobó SE        | 76,86 m | Horváth József Haladás VSE | 68,26 m |
| gerelyhajítás | Kurucsó Péter Békéscsabai AC | 63,10 m | Laduver Róbert Békéscsabai AC | 62,98 m | Magyari Zoltán TFSE        | 62,37 m |

Nők
| Versenyszám   | Arany                     | Arany   | Ezüst                       | Ezüst   | Bronz                     | Bronz   |
| ------------- | ------------------------- | ------- | --------------------------- | ------- | ------------------------- | ------- |
| diszkoszvetés | Kürti Éva Nyíregyházi VSC | 52,37 m | Dívós Katalin Dobó SE       | 50,26 m | Máté Katalin CSASE        | 49,31 m |
| kalapácsvetés | Dívós Katalin Dobó SE     | 64,35 m | Orbán Éva VEDAC             | 62,13 m | Marx Lívia Dobó SE        | 61,59 m |
| gerelyhajítás | Kovács Réka MAFC          | 51,15 m | Kovács Eszter Tatabányai SC | 41,51 m | Lipták Zita Tatabányai SC | 39,66 m |